# Got7
A Got7 (hangul: 갓세븐; sokszor GOT7 alakban) dél-koreai fiúegyüttes, amelyet a JYP Entertainment hozott létre 2014-ben. Az együttes hét tagból áll: JB, Mark, Jackson, Jinyoung, Youngjae, BamBam és Yugyeom. Az együttest nemzetközinek is tekinthetjük, hiszen csak négy tagja koreai, míg van köztük egy kínai, egy thai és egy félig amerikai, félig tajvani nemzetiségű tag is. 2014-ben debütáltak első középlemezükkel, ami a Got It? címet viseli, és aminek a promotáló dala a Girls, Girls, Girls. 2014 januárjában debütáltak Japánban, Around The World című single-jükkel. 2014 novemberében megjelent első nagylemezük, az Idenfity is. Az együttes ismert az akrobatikus mutatványaikról, amelyeket fellépéseikbe gyakran beleépítenek. Az együttes számos díjat magának tudhat, többek között 2016-ban elnyerték az MTV Europe Music Awards Legjobb koreai előadójának járó díjat.

## Tagok

### Mark
Mark (koreaiul: 마크), születési nevén Tuan Yi-Eun[Tuán ji ün] (kínaiul: 段宜恩) 1993. szeptember 4-én született Los Angelesben. Ő az együttes legidősebb tagja. Szülei tajvani származásúak, és jelenleg Los Angelesben élnek. 2010-ben Markra saját iskolájában figyelt fel a JYP Entertainment egyik alkalmazottja, aki azért érkezett az Egyesült Államokba, hogy új tehetségeket keressen az ügynökség számára. Miután átment a meghallgatáson, Mark Dél-Koreába költözött, és gyakornok lett a JYP Entertainmentnél. Debütálása előtt szerepelt az Mnet csatorna WIN: Who Is Next című műsorának egyik epizódjában, ami 2013 szeptember 6-án került adásba. Mark Jacksonnel, BamBammel és Yugyeommal alkotott egy csapatot, és a YG Entertainment gyakornokaival versenyeztek. A Got7-ben ő tölti be a rapper szerepét. Az együttes számos dalának írásában részt vett.

### JB
JB (koreaiul: 제이비), születési nevén Im Dzsebom (koreaiul: 임재범) 1994. január 6-án született Dél-Koreában. Mielőtt megkezdte gyakornokságát, bboyként tevékenykedett. 2009-ben átment a JYP Entertainment helyi meghallgatásán, majd három év gyakornokság után 2012 májusában a JJ Project nevű duó egyik tagjaként debütált Jinyounggal. A két fiú korábban a Dream High 2 című sorozatban is szerepelt. A Got7-ben ő tölti be a vezér, énekes és vezértáncos szerepét. Az együttes számos dalának írásában részt vett.

### Jackson
Jackson (koreaiul: 잭슨), születési nevén Vóng Ká-jí (kínaiul: 王嘉爾) 1994. március 28-án született Hongkongban. Tagja volt a hongkongi nemzeti vívócsapatnak, és két aranyérmet szerzett az Asian Junior Olympicsen 2011-ben. Édesapja kínai vívó, édesanyja kínai tornász, aki az 1984-es olimpián bronzérmet szerzett. Jackson a 2012-es londoni olimpiára készült, és az Egyesült Államokbeli Stanford Egyetem is ajánlatot tett neki, ő azonban ezt visszautasította, hogy Dél-Koreába mehessen, és zenével foglalkozhasson. Édesapja feltételének eleget téve aranyérmet szerzett vívásban, így szülei beleegyeztek, hogy Jackson Dél-Koreába költözzön és gyakornok legyen a JYP Entertainmentél.6 hónapot pedig Magyarországon lakott. Debütálása előtt szerepelt az Mnet csatorna WIN: Who Is Next című műsorának egyik epizódjában Markkal, BamBammel és Yugyeommal. Röviddel a Got7 debütálása után a Roommate című valóságshow-nak köszönhetően varietésztárként lett ismert, amiért később a Legjobb Újoncnak járó díjat is megnyerte a 2014-es SBS Entertainment Awardson. 2015 áprilisától 2016 májusáig az Inkigayo nevű zenei műsor egyik házigazdája lett. 2015 decemberétől ő vezeti a kínai Go Fridge című műsort He Jionggal, amiért a 2016-os Tencent Star Awardson több díjat is nyert. Ezután több kínai műsorban is megjelent állandó vagy alkalmi tagként. A legismertebbek ezek közül a Fresh Sunday, Figting Man, Crime Scene, Top Surprise, Who's The Murderer és a Happy Camp. 2016 decemberében a kínai Midea márkának lett a reklámarca, majd a 2016-os Weibo Night Awardson nyert díjat. A Got7-ben ő tölti be a vezérrapper, énekes és vezértáncos szerepét. Az együttes számos dalának írásában részt vett.

### Csinjong
Csinjong (Jinyoung) (koreaiul: 진영), születési nevén Pak Csinjong (Park Jinyoung) (koreaiul: 박진영) 1994. szeptember 22-én született Dél-Koreában. Gyerekkorát Jinhae-guban, Changwonban töltötte, majd Szöulba költözött miután átment a JYP Entertainment meghallgatásán 2009-ben. 2012 májusában a JJ Project nevű duó egyik tagjaként debütált JB-vel. A két fiú korábban a Dream High 2 című sorozatban is szerepelt. Jinyoung emellett szerepet kapott a When a Man Falls in Love, My Love Eun-dong és a Legend of the Blue Sea című sorozatokban is. 2017-ben jelent meg az A Stray Goat című filmje, amelyben ő játszotta az egyik főszerepet. 2015 márciusától 2016 márciusáig BamBammel az M! Countdown nevű zenei műsor egyik házigazdája lett a SHINee-ból ismert Key mellett. 2017 februárjától az Inkigayo nevű zenei műsor állandó házigazdája a Black Pinkből ismert Jisoo és az NCT-ből ismert Doyoung mellett. A Got7-ben ő tölti be a vezérénekes és vezértáncos pozícióját. Az együttes számos dalának írásában részt vett.

### Jongdzse
Jongdzse (Youngjae) (koreaiul: 영재), születési nevén Cshö Jongdzse (Choi YoungJae) (koreaiul: 최영재) 1996. szeptember 17-én született Dél-Koreában. Gyermekkorát Mokpóban töltötte, majd 2013-ban gyakornok lett a JYP Entertainmentnél. Mindössze hét hónap gyakornokság után debütált a Got7 tagjaként. 2017 januárjában megjelent a King of Mask Singer című műsorban. A Got7-ben ő tölti be az énekes szerepét. Az együttes számos dalának írásában részt vett.

### BamBam
BamBam (koreaiul: 뱀뱀 thaiul: แบมแบม), születési nevén Kunpimook Bhuwakul (thaiul: กันต์พิมุกต์ ภูวกุล) 1997 május 2-án született Bangkokban. Már gyermekkorában is szerepelt thai reklámokban, valamint tagja volt a "We Zaa Cool" nevű tánccsapatnak a Black Pinkből ismert Lisával. Miután megnyert egy táncversenyt, és átment a JYP Entertainment meghallgatásán, Dél-Koreába költözött, hogy gyakornok lehessen. Debütálása előtt szerepelt az Mnet csatorna WIN: Who Is Next című műsorának egyik epizódjában Markkal, Jacksonnel és Yugyeommal. 2015 márciusától 2016 márciusáig Jinyounggal az M! Countdown nevű zenei műsor egyik házigazdája lett a SHINee-ból ismert Key mellett. 2016-ban Jacksonnal szerepelt a Where Is My Friend's Home és a Real Men című műsorokban, valamint megjelent az Uncontrollably Actor című műsorban is. A Got7-ben ő tölti be a rapper szerepét. Az együttes számos dalának írásában részt vett.

### Jugjom
Jugjom (Yugyeom) (koreaiul: 유겸), születési nevén Kim Jugjom (Kim Yugyeom) (koreaiul: 김유겸) 1997 november 17-én született Dél-Koreában. Ő az együttes legfiatalabb tagja, és őt tartják a csapat legjobb táncosának. Gyermekkorában tánciskolába járt, majd a JYP Entertainmentnél lett gyakornok. Debütálása előtt szerepelt az Mnet csatorna WIN: Who Is Next című műsorának egyik epizódjában Markkal, Jacksonnel és BamBammel. 2016-ban megjelent a Hit The Stage című műsorban, amelynek utolsó részében első helyezést ért el. A Got7-ben ő tölti be a táncos és énekes szerepét. Az együttes számos dalának írásában részt vett.